# William Hood Simpson
General William Hood Simpson (18 de maio de 1888 - 15 de agosto de 1980) foi um oficial sênior do Exército dos Estados Unidos que serviu com distinção na Primeira Guerra Mundial e na Segunda Guerra Mundial. Ele é mais conhecido por ser o Comandante Geral do Nono Exército dos Estados Unidos no noroeste da Europa durante a Segunda Guerra Mundial.

## Biografia
William Hood Simpson nasceu em 18 de maio de 1888, em Weatherford, Texas, filho de Edward J. Simpson, um fazendeiro, e sua esposa Elizabeth née Hood, filha do juiz A. J. Hood, um advogado proeminente. Seu pai e tio lutaram com o Exército Confederado sob o comando de Nathan Bedford Forrest na Guerra Civil Americana. Ele morou em Weatherford até os cinco ou seis anos de idade, quando a família se mudou para o rancho de Hood perto de Aledo, Texas. Ele não começou a escola até os oito anos de idade, quando começou a andar a cavalo vários quilômetros todos os dias até a escola local em Aledo.  Ele frequentou a Hughey Turner Training School, uma escola preparatória para a faculdade, onde jogou futebol americano no ensino médio, mas não se formou.